# Malvor-Sidi
La Malvor-Sidi, già Mecap, Hoonved e Paini, era una squadra maschile italiana di ciclismo su strada, attiva nel professionismo dal 1978 al 1990. Diretta dall'ex ciclista Dino Zandegù, ottenne i principali risultati con Mario Beccia, Roberto Pagnin, Acácio da Silva e Flavio Giupponi, secondo classificato al Giro d'Italia 1989.

## Storia

### 1978-1982: Mecap/Hoonved
La squadra nacque a inizio 1978 come Mecap-Selle Italia, sotto la guida tecnica dell'ex ciclista professionista Dino Zandegù, diventando di fatto erede della G.B.C. di Zandegù attiva fino all'anno precedente. In stagione il team partecipò al Giro d'Italia, vincendo la tappa di Assisi con Bruno Zanoni. Nel 1979 Wilier Triestina subentrò come fornitore dei telai—si trattò del ritorno dell'azienda veneta alle competizioni professionistiche dopo decenni di assenza. La squadra, divenuta Mecap-Hoonved, ottenne due successi parziali al Giro d'Italia con Mario Beccia (sesto nella generale finale) e Dino Porrini.
A inizio 1980 Bottecchia, concluso il sodalizio con l'appena dismessa Scic, affiancò l'azienda varesina di elettrodomestici Hoonved per formare la nuova Hoonved-Bottecchia. La squadra ottenne tre vittorie al Giro d'Italia di quell'anno, due con Giovanni Mantovani e una con Dante Morandi, e ancora il sesto posto finale con Beccia; lo stesso Beccia si impose anche nella graduatoria finale del prestigioso Giro di Svizzera. Per il 1981, partiti i nomi più affermati, Zandegù si affidò a una rosa di quattordici atleti, ben dieci dei quali neoprofessionisti. Ciò nonostante al Giro d'Italia arrivarono due successi parziali, nella cronometro a squadre di Bibione e a Borno con Benedetto Patellaro, e la vittoria della classifica giovani con Giuseppe Faraca. Anche il 1982 portò successi alla Hoonved: Beccia fece sua la Freccia Vallone, lo svizzero Robert Dill-Bundi e il neo-pro Silvestro Milani vinsero una tappa ciascuno al Giro d'Italia, e arrivò anche il primo storico invito al Tour de France.

### 1983-1990: Malvor/Paini
Nel 1983 arrivò come sponsor principale Malvor, azienda di cosmetici guidata dall'imprenditore Mario Cal, che assunse anche la direzione generale del team. La nuova Malvor-Bottecchia si mise in evidenza al Giro d'Italia 1983 con la vittoria di Beccia a Selva di Val Gardena e il quarto posto nella generale finale. Nel 1984, dopo indiscrezioni su un possibile ingaggio di Bernard Hinault, arrivò in squadra il portoghese Acácio da Silva; al Giro d'Italia fu doppietta Jürg Bruggmann-Da Silva nella frazione di Lecco, mentre nel calendario delle semiclassiche italiane Beccia vinse Giro dell'Appennino e Milano-Vignola e Da Silva la Coppa Placci. L'anno dopo debuttarono in squadra Roberto Pagnin e Stefano Allocchio: proprio quest'ultimo seppe imporsi in due frazioni al Giro d'Italia, eguagliato con due successi da Da Silva (vincitore anche alla Coppa Agostoni e al Giro dell'Emilia).

Luigi Furlan in maglia Paini-Sidi (1987)

Nel 1986 fu ancora Da Silva l'alfiere della Malvor-Bottecchia: il portoghese vinse infatti il Campionato di Zurigo e due frazioni, a Rieti e Bolzano, al Giro d'Italia. In stagione arrivò anche il secondo invito al Tour de France, senza però particolari risultati. Nel 1987 a Malvor subentrò un nuovo sponsor, la novarese Rubinetterie Paini. Anche a seguito delle partenze di Beccia e Da Silva e l'arrivo di sei ciclisti dal dismesso sodalizio svizzero Cilo-Aufina, il team, divenuto Paini-Sidi, venne ringiovanito; il neo-pro Helmut Wechselberger fu il plurivittorioso con cinque successi, tutti in gare minori. L'anno dopo la squadra rinacque come Malvor-Sidi, con quattordici neoprofessionisti di supporto a Wechselberger, Beccia e all'esperto Silvano Contini; fu Wechselberger a dare al team l'unico acuto di rilievo, la vittoria nella classifica generale del Giro di Svizzera.
Nel 1989 la formazione di Zandegù venne rilanciata e rivoluzionata: fu infatti sottoscritta una partnership con il fornitore di telai Colnago, che lasciò la Del Tongo portando con sé in Malvor l'affermato Giuseppe Saronni, sette suoi compagni di squadra e il ds Pietro Algeri. La stagione del nuovo team, composto di ben 22 unità, fu caratterizzata da diciassette vittorie. Alla Vuelta a España Pagnin e Allocchio vinsero una frazione ciascuno; al Giro d'Italia, invece, Silvano Contini vestì la maglia rosa per cinque giorni, Lech Piasecki conquistò tre tappe e Flavio Giupponi (ex Del Tongo, come Piasecki) vinse la frazione di Corvara in Badia concludendo al secondo posto nella generale alle spalle di Laurent Fignon. Vittorie giunsero anche dalle semiclassiche del calendario italiano (Giro del Friuli, GP di Camaiore, Giro del Veneto). Il sodalizio Malvor-Sidi-Colnago durò però solo per il 1989: a fine stagione Colnago e Saronni, con cinque compagni, lasciarono Malvor per dare vita a una nuova squadra, la Diana-Colnago.
Complici le partenze anche di Giupponi, Allocchio e Contini e il progressivo disimpegno di Malvor, il gruppo venne ricostituito per un'ultima stagione intorno a Pagnin con una rosa di soli dodici atleti, ma non giunsero particolari risultati. La squadra si sciolse a fine 1990, con il ritiro definitivo di Cal e Malvor dal ciclismo. Otto ciclisti seguirono il ds Zandegù e il telaista Bottecchia per formare il nucleo della nuova ZG Mobili-Bottecchia.

## Cronistoria

### Annuario
| Anno | Codice | Nome                        | Cat. | Biciclette       | Dirigenza                                                |
| ---- | ------ | --------------------------- | ---- | ---------------- | -------------------------------------------------------- |
| 1978 | -      | Mecap-Selle Italia          | Pro  | Colnago          | Dir. sportivi: Dino Zandegù                              |
| 1979 | -      | Mecap-Hoonved               | Pro  | Wilier Triestina | Dir. sportivi: Dino Zandegù                              |
| 1980 | -      | Hoonved-Bottecchia          | Pro  | Bottecchia       | Dir. sportivi: Dino Zandegù                              |
| 1981 | -      | Hoonved-Bottecchia          | Pro  | Bottecchia       | Dir. sportivi: Dino Zandegù                              |
| 1982 | -      | Hoonved-Bottecchia          | Pro  | Bottecchia       | Dir. sportivi: Dino Zandegù                              |
| 1983 | -      | Malvor-Bottecchia           | Pro  | Bottecchia       | Dir. sportivi: Dino Zandegù                              |
| 1984 | -      | Malvor-Bottecchia           | Pro  | Bottecchia       | Dir. sportivi: Dino Zandegù                              |
| 1985 | -      | Malvor-Bottecchia-Vaporella | Pro  | Bottecchia       | Dir. sportivi: Dino Zandegù                              |
| 1986 | -      | Malvor-Bottecchia-Vaporella | Pro  | Bottecchia       | Dir. sportivi: Dino Zandegù, Secondo Volpi               |
| 1987 | -      | Paini-Sidi                  | Pro  | Bottecchia       | Dir. sportivi: Dino Zandegù, Secondo Volpi               |
| 1988 | -      | Malvor-Sidi                 | Pro  | Bottecchia       | Dir. sportivi: Dino Zandegù, Bruno Vicino                |
| 1989 | -      | Malvor-Sidi                 | Pro  | Colnago          | Dir. sportivi: Dino Zandegù, Pietro Algeri, Bruno Vicino |
| 1990 | -      | Malvor-Sidi                 | Pro  | Bottecchia       | Dir. sportivi: Dino Zandegù, Enrico Guadrini             |

## Palmarès

### Grandi Giri
- Giro d'Italia

Partecipazioni: 13 (1978, 1979, 1980, 1981, 1982, 1983, 1984, 1985, 1986, 1987, 1988, 1989, 1990)
Vittorie di tappa: 22
1978: 1 (Bruno Zanoni)
1979: 2 (Mario Beccia, Dino Porrini)
1980: 3 (2 Giovanni Mantovani, Dante Morandi)
1981: 2 (cronosquadre, Benedetto Patellaro)
1982: 2 (Silvestro Milani, Robert Dill-Bundi)
1983: 1 (Mario Beccia)
1984: 1 (Jürg Bruggmann)
1985: 4 (2 Stefano Allocchio, 2 Acácio da Silva)
1986: 2 (2 Acácio da Silva)
1989: 4 (3 Lech Piasecki, Flavio Giupponi)
Vittorie finali: 0
Altre classifiche: 1
1981: Giovani (Giuseppe Faraca)
- Tour de France

Partecipazioni: 2 (1982, 1986)
Vittorie di tappa: 0
Vittorie finali: 0
Altre classifiche: 0
- Vuelta a España

Partecipazioni: 1 (1989)
Vittorie di tappa: 2
1989: 2 (Roberto Pagnin, Stefano Allocchio)
Vittorie finali: 0
Altre classifiche: 0

### Campionati nazionali
- Campionati portoghesi su strada: 1

In linea: 1986 (Acácio da Silva)